# مگس‌های آشفته‌رگه
مگس‌های آشفته‌رگه(نام علمی: Nemestrinidae) نام یک تیره از فروراسته مگس‌خانگی‌شکلان است.